# Stephen Harriman Long
Stephen Harriman Long (* 30. Dezember 1784 in Hopkinton, New Hampshire; † 4. September 1864 in Alton, Illinois) war ein US-amerikanischer Entdecker, Geograph, Vermesser, Bau- und Eisenbahningenieur. Er erkundete den Mittleren Westen, entwarf Lokomotiven und war einer der Pioniere des konstruktiven Ingenieurbaus in den USA.

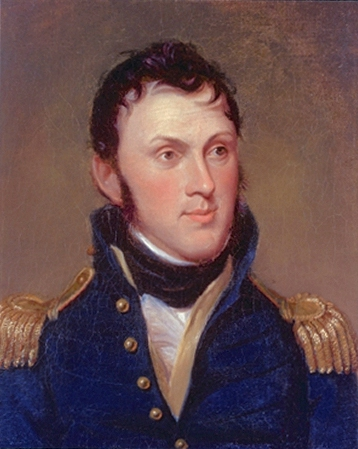
Stephen H. Long nach einem Gemälde von Charles Willson Peale, 1819

## Leben
Long studierte ab 1805 am Dartmouth College mit dem Bachelor-Abschluss 1809 und dem Master-Abschluss (M.A.) 1812. Dazwischen war er Lehrer in Pennsylvania und New Hampshire. Ab 1815 war er Leutnant im US Army Corps of Engineers (unter Leitung von General Joseph Swift), wobei er ein Jahr Mathematik in West Point lehrte, und ab 1816 Major unter dem Kommando von Andrew Jackson, der gerade die Briten in New Orleans besiegt hatte. 1817 leitete er eine Expedition, die den Oberlauf des Mississippi bis zu den Saint-Anthony-Fällen erkundete. 1819 heiratete er Martha Hodgkiss und leitete im selben Jahr die Yellowstone-Expedition zur Erkundung des Missouri River bis zum Yellowstone (auch Atkinson-Long Expedition nach den beiden Befehlshabern Long und Oberst Henry Atkinson – der die beteiligten Soldaten kommandierte – benannt). Sie starteten in St. Louis mit einem speziell von Long entwickelten Dampfboot. Sie kamen bis Council Bluff und errichteten dort ihr Winterquartier (Engineer Cantonment). Die Expedition erwies sich insgesamt aber als kostspieliger Fehlschlag. 1820 leitete er statt einer Fortsetzung der Erkundung des Missouri eine Expedition um Gebiete im Mittleren Westen zu erkunden, die im Louisiana Purchase an die USA gekommen waren, insbesondere suchten sie die Quellen des Arkansas River, Red River und Platte River. Dabei wurden Gebiete erkundet, die an spanisches Territorium grenzten, was damals politisch Vorrang hatte. Den Red River konnte er nicht erkunden, da er auf feindliche Indianer stieß. Wie in seiner vorherigen Expedition beschrieb er die einheimischen Indianerstämme genau. In seinem Abschlussbericht von 1820 hielt er die Prärie-Gebiete von Nebraska bis Oklahoma für unbesiedelbar (er nannte sie Great Desert, Große Wüste) und empfahl sie als Puffer-Gebiet zu Kolonialmächten in Nordamerika wie Spanien, Russland und England. 1823 führte er eine Expedition in das Grenzgebiet zu Kanada, erkundete den Oberlauf des Mississippi, den Red River of the North und Minnesota River. Seine Expeditionskarten waren später wichtig für die Planung neuer Eisenbahnlinien.

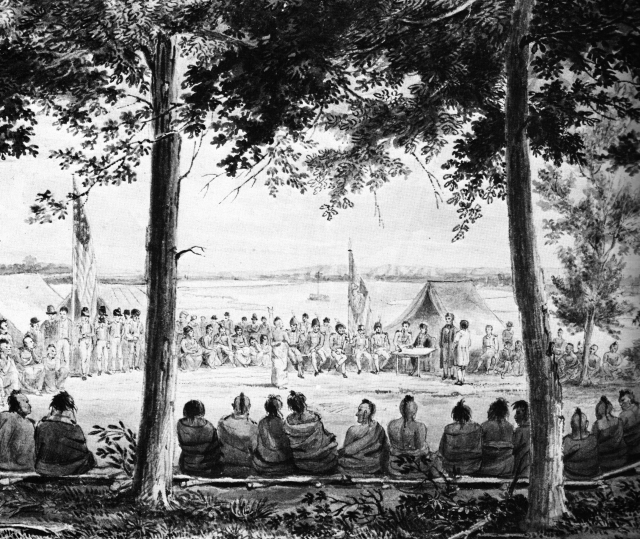
Treffen mit den Pawnees in der Yellowstone Expedition 1819

Neben seiner topographischen Arbeit für das Militär beriet er Eisenbahngesellschaften als Ingenieur, so beim Bau der ersten Strecken der Baltimore and Ohio Railroad. 1826 erhielt er sein erstes Patent auf eine Dampflok, dem viele weitere folgten. 1832 war er an der Gründung einer kurzlebigen Firma zur Herstellung seiner Loks beteiligt, die wegen Produktionsproblemen aufgab, und 1836 organisierte er für den Staat Maine eine Vermessung einer möglichen Eisenbahnlinie von Belfast (Maine) nach Québec, die sich aber ebenfalls zerschlug. 1837 bis 1840 war er leitender Ingenieur beim Bau der Western and Atlantic Railroad in Georgia und in dieser Zeit vom Militär beurlaubt. 1838 wurde er als Major Mitglied des neu gegründeten US Corps of Topographical Engineers, in der er 1861 Oberst wurde und gleichzeitig leitender topographischer Ingenieur der US Army. 1863 ging es wieder im US Corps of Engineers auf. Im Sezessionskrieg war er auf Seiten der Nordstaaten.
Long befasste sich mit Brückenbau und entwarf 1830 die Jackson Bridge bei Baltimore, worüber er publizierte. Er entwickelte die Statik der von ihm entworfenen Fachwerkbrücken und erwarb mehrere Patente. Mit seinen Schriften über Brückenbau ist er in den USA einer der Pioniere des konstruktiven Ingenieurbaus neben Squire Whipple. Die Entwürfe und Empfehlungen von Long wurden von Karl Culmann und im 20. Jahrhundert von Stephen Timoshenko gelobt.

## Schriften

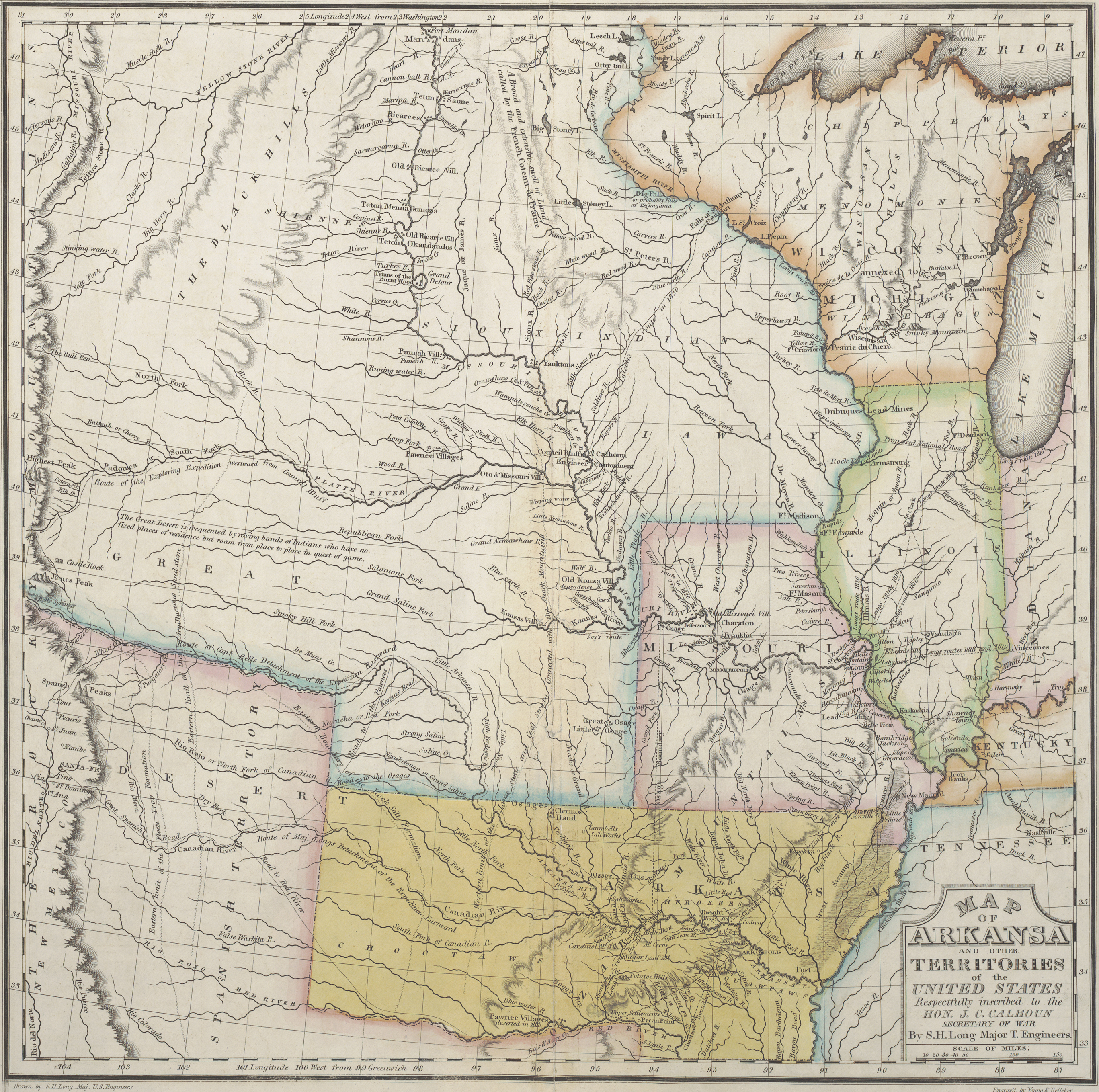
Stephen Harriman Long, Geographical, Statistical and Historical Map of Arkansas Territory, 1822

- Edwin James: Account of an expedition from Pittsburgh to the Rocky Mountains : performed in the years 1819 and ’20, by order of t.e Hon. J.C. Calhoun, sec’y of war, under the command of Major Stephen H. Long : from the notes of Major Long, Mr. T. Say, and other gentlemen of the exploring party, 2 Bände plus Atlas, Philadelphia 1822/23.
- Description of the Jackson Bridge together with directions to builders of wooden framed bridges. Sands and Neilson, Baltimore 1830.
- Observations on wooden, or frame bridges. 1830/31.
- Narrative of the proceedings of the Board of engineers, of the Baltimore and Ohio rail road company, from its organization to its dissolution, together with an exposition of facts, illustrative of the conduct of sundry individuals. William A. Francis, Baltimore 1830.
- Description of Colonel Long´s bridges with a series of directions to bridge builders. 1836, Philadelphia 1841.
- Report on a reconnaissance for a rail road from the coast of Maine to Quebec: Respectfully inscribed to His Excellency, Robert P. Dunlop, Gov. of Maine, 1836.
- Specification of certain improvements in the construction of wooden, or frame bridges. 1837.
- Improved brace bridge. 1839.
- Specifications of a brace bridge and of a suspension bridge. Philadelphia 1839.
- Voyage in a six-oared skiff to the Falls of Saint Anthony in 1817. Henry B. Ashmead, Book and Job Printer, 1860; 2. Auflage 1889.
- James’s Account of S. H. Long’s expedition, 1819–1820. 4 Bände. A. H. Clark Cleveland, Ohio 1905.
- Navigational wireless. Chapman and Hall, London 1927.